# Projet d'agglomération Lausanne-Morges
Pour les articles homonymes, voir PALM.

Plan des communes de l’agglomération lausannoise en 2012. En foncé, les communes faisant aussi partie du projet d'agglomération Lausanne-Morges (PALM). En orange, Lausanne.

Le Projet d'agglomération Lausanne-Morges (PALM) est un projet d'aménagement urbain concernant l'agglomération lausannoise et la ville de Morges, dans le canton de Vaud, en Suisse.

## Chronologie du projet
Le projet a été déposé en 2007 et devrait normalement se terminer à l'horizon 2027. Il a été subdivisé en trois phases de réalisations : 2011-2014, 2015-2018 et 2019-2023 ; chacune de ces phases est précédée d'une période de quatre ans, durant laquelle le projet est à l'étude. Pour chacune des trois phases, le PALM doit remettre un dossier aux services de l'administration nationale. La requête conduit ensuite à un arrêté du  conseil fédéral qui sera soumis au Parlement qui débloque les fonds nécessaires.
Le budget estimé s'élève à 1,632 milliards de francs suisses.

## Étendue du projet
Le projet d'agglomération Lausanne-Morges regroupe 27 communes de l'espace urbain lausannois. Ces dernières sont réparties en cinq secteurs, détaillés ci-dessous, qui établissent chacun un schéma directeur. Ces 27 communes regroupent environ 278 000 habitants et 160 000 emplois, soit respectivement 40 % de la population du canton de Vaud avec 60 % des emplois en 2012. En 2023, le nombre d'habitants est monté à environ 313 000 et les emplois à 236 000.

### Lausanne
Ce secteur comprend Lausanne et Épalinges. La construction d'un quartier écologique de 2 000 logements, d'un centre sportif de grande envergure et d'une ligne de tram qui relierait la ville à celle de Renens sont d'ores et déjà prévus.

### Nord lausannois
Avec l'aménagement des quartiers de Romanel, Vernand-Dessous et Bel-Air qui accueilleront près de 16 000 habitants et emplois supplémentaires ainsi que la nette amélioration des axes de transport, le Nord lausannois devrait devenir un pôle économique important de la région. 
Douze communes sont inscrites dans ce secteur :
- Boussens
- Bretigny-sur-Morrens
- Cheseaux-sur-Lausanne
- Cugy
- Froideville
- Jouxtens-Mézery
- Lausanne
- Le Mont-sur-Lausanne
- Morrens
- Prilly
- Romanel-sur-Lausanne
- Sullens

### Ouest lausannois
Huit communes de la région de Renens se sont engagées dans le PALM, regroupant au total 65 000 habitants. La transformation d'une zone industrielle en surfaces commerciales et en bureaux est en particulier prévue, de même que l'élargissement de la route cantonale RC1.
Huit communes sont inscrites dans ce secteur :
- Bussigny
- Chavannes-près-Renens
- Crissier
- Écublens
- Prilly
- Renens
- Saint-Sulpice
- Villars-Sainte-Croix

### Est lausannois
Pully, Lausanne et les trois autres communes de l'espace Est-lausannois se sont engagées à consolider le statut de ville-centre qu'occupe cette première dans la région ainsi qu'à améliorer les transports publics du secteur.
Quatre communes sont inscrites dans ce secteur :
- Belmont-sur-Lausanne
- Lutry
- Paudex
- Pully

### Région Morges
La région morgienne sera amenée à voir de grands changements dans les prochaines décennies et notamment la construction d'une nouvelle autoroute qui contournerait la ville. Cette réalisation, parallèle au PALM, a été gratifiée d'un crédit spécial de 2 milliards de francs par la confédération. Une nouvelle gare devrait également être construite.
Dix communes sont inscrites dans ce secteur :
- Échandens
- Échichens
- Denges
- Lonay
- Lully
- Lussy-sur-Morges
- Morges
- Préverenges
- Saint-Prex
- Tolochenaz

## Buts et méthodes
Le PALM a pour but de densifier le tissu urbain régional évitant ainsi un étalement urbain trop important. En effet, depuis quelques années, le mitage du territoire dans le canton de Vaud a atteint un stade critique,. Le projet d'agglomération Lausanne-Morges est principalement axé sur :
- l'urbanisation et le développement durable ;
- l'amélioration de l'offre en matière de transports publics et de mobilité[10] ;
- la création d'espaces de détente ;
- la diminution de l'étalement urbain et de l'emprise sur le milieu naturel[11]
- la réduction des nuisances (notamment sonores).